# Evan Spiliotopoulos
Evan Spiliotopoulos (Grecia, 1973) è uno sceneggiatore greco naturalizzato statunitense.

## Biografia
Spiliotopoulos è nato in Grecia, dove si è diplomato al liceo. Poco dopo si è trasferito negli Stati Uniti e ha frequentato l'Università del Delaware per ottenere una laurea in teoria del cinema; ha poi frequentato l'American University per un master in sceneggiatura. Dopo essersi trasferito a Los Angeles nel 1995, il suo primo lavoro nel settore è stato nel film televisivo Trial by Fire come stagista.

## Carriera
Negli anni 2000 Spiliotopoulos ha scritto diversi progetti animati per la Walt Disney Pictures. Era impegnato a scrivere un prequel del classico film d'animazione Biancaneve e i sette nani, tuttavia il progetto è stato cancellato quando la Pixar è stata acquisita dalla Disney nel 2006.
Nell'aprile 2009 Spiliotopoulos avrebbe dovuto scrivere la sceneggiatura del film d'azione Wanted 2, sequel del film del 2008 Wanted.
Nel giugno 2013 la Universal ha acquisito i diritti di remake del film anime giapponese del 2007 Vexille e ha incaricato Spiliotopoulos di scrivere la sceneggiatura.
Nel luglio 2014 Spiliotopoulos è stato assunto dalla 20th Century Fox per scrivere la sceneggiatura del romanzo del 2014 Seven Wonders scritto da Ben Mezrich. Spiliotopoulos aveva già riscritto la sceneggiatura del film horror Ouija, ma la sua bozza non è stata utilizzata nel film.
Sempre nel 2014 Spiliotopoulos ha riscritto la sceneggiatura del film fantasy d'azione-avventura Hercules, originariamente scritto da Ryan J. Condal. Brett Ratner ha diretto il film uscito il 25 luglio 2014 distribuito dalla Paramount Pictures.
Spiliotopoulos ha scritto la sceneggiatura del film fantasy d'azione e avventura il cacciatore e la regina di ghiaccio insieme a Craig Mazin, e riscritto da Frank Darabont. Cedric Nicolas-Troyan ha diretto il film, distribuito il 22 aprile 2016 dalla Universal Pictures.
Spiliotopoulos e Stephen Chbosky hanno scritto il film fantasy romantico in live action della Disney La bella e la bestia, diretto da Bill Condon. Il film è uscito il 17 marzo 2017.
Spiliotopoulos ha ricevuto un credito al soggetto con David Auburn per il film reboot di Charlie's Angels del 2019 che è stato scritto e diretto da Elizabeth Banks.
Nel 2021 è uscito il debutto alla regia di Spiliotopoulos, il film horror il sacro male.

## Filmografia

### Sceneggiatore

#### Cinema
- Il re leone (The Lion King), regia di Roger Allers e Rob Minkoff (1994) - materiale addizionale soggetto, non accreditato
- Mars, regia di Jon Hess (1997) - dialoghi addizionali
- Bare Witness, regia di Kelley Cauthen (2002)
- Il libro della giungla 2 (The Jungle Book 2), regia di Steve Trenbirth (2003)
- Art Heist, regia di Bryan Goeres (2004)
- Il re leone 3 - Hakuna Matata (The Lion King 1½), regia di Bradley Raymond (2004) - materiale addizionale
- Topolino, Paperino, Pippo: I tre moschettieri (Mickey, Donald, Goofy: The Three Musketeers), regia di Donovan Cook (2004)
- Winnie the Pooh e gli Efelanti (Pooh's Heffalump Movie), regia di Frank Nissen (2005)
- Tarzan 2 (Tarzan II), regia di Brian Smith (2005) - materiale addizionale
- Il primo Halloween da Efelante (Pooh's Heffalump Halloween Movie), regia di Elliot M. Bour e Saul Andrew Blinkoff (2005)
- Khan Kluay, regia di Kompin Kemgumnird (2006)
- Battaglia per la Terra 3D (Battle for Terra), regia di Aristomenis Tsirbas (2007)
- Cenerentola - Il gioco del destino (Cinderella III: A Twist in Time), regia di Frank Nissen (2007) - materiale addizionale
- La sirenetta - Quando tutto ebbe inizio (The Little Mermaid: Ariel's Beginning), regia di Peggy Holmes (2008)
- Trilli (Tinker Bell), regia di Bradley Raymond (2008)
- Harold e il nonno inventore (The Nutty Professor), regia di Logan McPherson e Paul Taylor (2008)
- Trilli e il tesoro perduto (Tinker Bell and the Lost Treasure), regia di Klay Hall (2009)
- Hercules - Il guerriero (Hercules), regia di Brett Ratner (2014)
- Il cacciatore e la regina di ghiaccio (The Huntsman: Winter's War), regia di Cedric Nicolas-Troyan (2016)
- La bella e la bestia (Beauty and the Beast), regia di Bill Condon (2017)
- Charlie's Angels, regia di Elizabeth Banks (2019)
- Il sacro male (The Unholy), regia di Evan Spiliotopoulos (2021)
- Snake Eyes: G.I. Joe - Le origini (Snake Eyes), regia di Robert Schwentke (2021)

#### Televisione
- Legion - Film TV, regia di Jon Hess (1998)
- The Outsider - Film TV, regia di David Bishop (1998)
- Mini Adventures of Winnie the Pooh - Serie TV - 1 episodio (2014)

### Regista
- Il sacro male (The Unholy) (2021)

### Produttore
- Il sacro male (The Unholy), co-regia con Evan Spiliotopoulos (2021)